# اکادیا، کلگری
اکادیا، کالگاری (به انگلیسی: Acadia, Calgary) در کانادا است که در آلبرتا واقع شده‌است.

## خصوصیات
اکادیا ۱۰٬۶۱۵ نفر جمعیت دارد و ۱٬۰۵۰ متر بالاتر از سطح دریا واقع شده‌است.